# 索夫拉多 (莱昂省)
索夫拉多，是西班牙卡斯蒂利亚-莱昂莱昂省的一个市镇。 总面积36平方公里，总人口521人（001年），人口密度14人/平方公里。